# Luwung Kencana
Luwung Kencana is een bestuurslaag in het regentschap Cirebon van de provincie West-Java, Indonesië. Luwung Kencana telt 4085 inwoners (volkstelling 2010).